# چارلز ام. هوبر
چارلز ام. هوبر (انگلیسی: Charles M. Huber؛ زادهٔ ۳ دسامبر ۱۹۵۶) یک سیاست‌مدار اهل آلمان است.